# Round House
Het Round House in Fremantle was het eerste permanente gebouw in de kolonie aan de rivier de Swan.
De bouw van het Round House werd in augustus 1830 gestart. Op 18 januari 1831 was het gebouw voltooid. Het Round House is het oudste gebouw van West-Australië. Het diende tot het begin van de 20e eeuw als gevangenis.

## Ontwerp en bouw
Het Round House werd door Henry Willey Reveley ontworpen. Het gebouw moest als een gevangenis dienen. Reveley baseerde zich op Jeremy Benthams ontwerp van het panopticum. Hij ontwierp een gebouw met twaalf buitenmuren, acht cellen en een verblijf voor een bewaker, rondom een centrale binnenplaats.
Er werd besloten de gevangenis op 'Arthur's Head' te bouwen, zodat het gebouw gezag en orde over de omgeving uitstraalde. In juli 1830 werd een aanbesteding uitgeschreven. De aanbesteding werd aan Richard Lewis van 'R. Lewis & Co', die een samenwerking met W.A.Manning en I.Duffield aanging, gegund. In augustus 1830 ging de bouw van het Round House van start. Er werd met lokaal materiaal gewerkt. Op 18 januari 1831 was het gebouw voltooid. De bouw had £ 1.603 gekost in plaats van de geschatte £ 1.840.
In 1833 werd op de binnenplaats een door door Reveley ontworpen waterput geplaatst.
De 'Fremantle Whaling Company', sinds 1836 actief vanop een kleine aanlegsteiger op 'Bathers Beach', vroeg in 1837 om 'Arthur's Head' te ondertunnelen zodat het toegang tot de 'High Street' had vanop het strand. De kosten voor het aanleggen van de tunnel zou de onderneming op zich nemen. Ze zou daarenboven een havenhoofd voor schepen tot 150 ton bouwen. Reveley overzag de bouw van beide projecten. In januari 1838 was de tunnel klaar.

## Gebruik

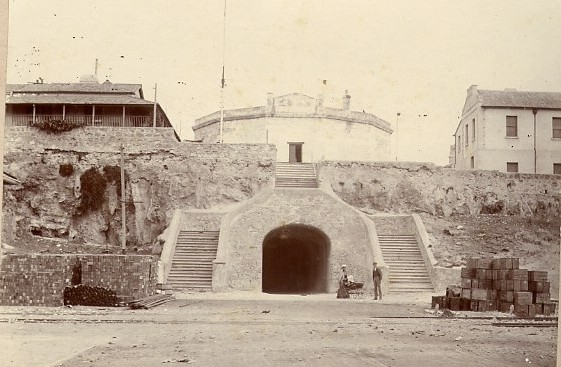
'Round House' en 'Whalers Tunnel' eind 19e eeuw

Het Round House was een gevangenis. Begin jaren 1850 werd West-Australië een strafkolonie. Om de arriverende gevangenen op te sluiten, werd 'Fremantle Prison' gebouwd. De bouw van de nieuwe grotere gevangenis was in 1857 voltooid. Het Round House werd daarna nog als een tijdelijke bewaarplaats (lock-up') gebruikt voor mensen die in de nabijgelegen rechtbank dienden voor te komen, voor onder voorwaarden vrijgelaten gevangenen die de avondklok schonden en voor Aborigines die naar Rottnesteiland onderweg waren om er gevangen te worden gezet.
In 1886, toen de Britse overheid het gezag over de gevangenissen aan de kolonie toevertrouwde, verloor het Round House zijn status als gevangenis volledig. De politie gebruikte het gebouw tot 1900 toch nog om mensen vast te houden. Daarna werd het de ambtswoning van de politiechef, zijn vrouw en kinderen.
In 1922 werd het Round House bijna gesloopd maar het mocht blijven staan omdat het gebouw het huis van de havenmeester tegen regen en wind beschermde. Het huis van de havenmeester werd in 1928 echter afgebroken waarna er terug van sloop sprake was. In de lokale gemeenschap gingen echter stemmen op om het Round House te sparen en in 1829 werden renovatiewerken verricht ter waarde van £ 85.
Vanaf 1934 begon de 'W.A. Historical Society' interesse te vertonen om in het gebouw en museum te vestigen. In 1936 werd geld voor de renovatie uitgetrokken maar door het uitbreken van de Tweede Wereldoorlog werd alles uitgesteld. Vanaf 1966 opende de 'Fremantle Port Authority' het Round House twee uur per dag en het gebouw bleek een populaire toeristische attractie. De havenautoriteit vond het open houden echter te duur en vanaf 1978 hield de 'Royal Western Australian Historical Society' de voormalige gevangenis open.
In 1982 kwam het Round House in handen van de City of Fremantle. Sindsdien is het gebouw dagelijks te bezoeken.
In juli 2020 werd besloten het Round House, 'Arthur's Head' en de omgeving op te waarderen. Het project maakt deel uit van een belangrijk investeringsprogramma om de economie na de Coronapandemie herop te starten.

## Terechtstelling
De eerste persoon van Europese afkomst die in West-Australië werd terechtgesteld was de vijftienjarige John Gavin. Hij gaf toe George Pollard te hebben vermoord en werd in het Round House vast gehouden. Op 6 april 1844 werd Gavin opgehangen. Hij werd ten zuiden van het Round House begraven.

## Bekende gevangene
- Yagan

## Galerij

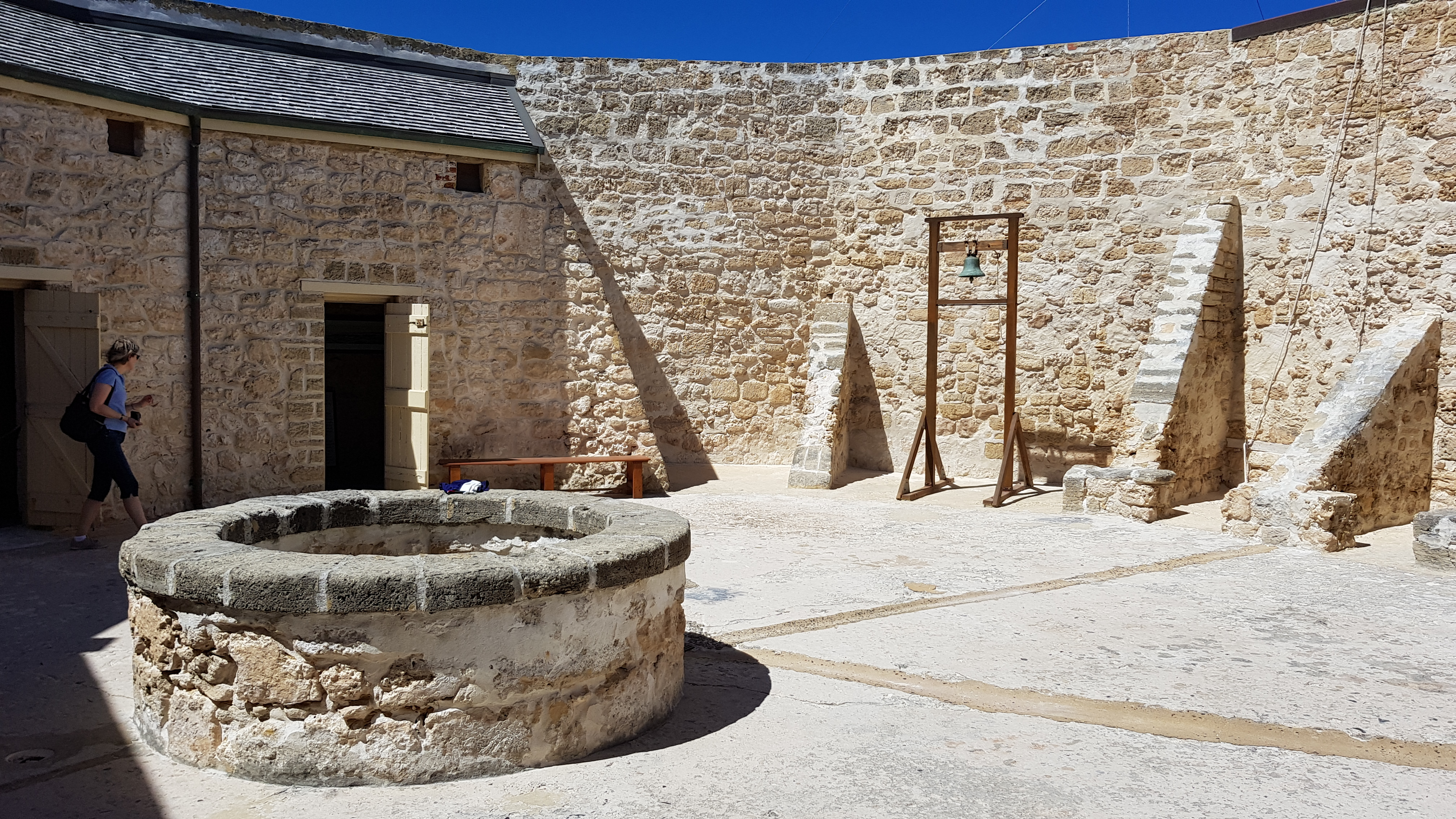
Binnenplaats met waterput
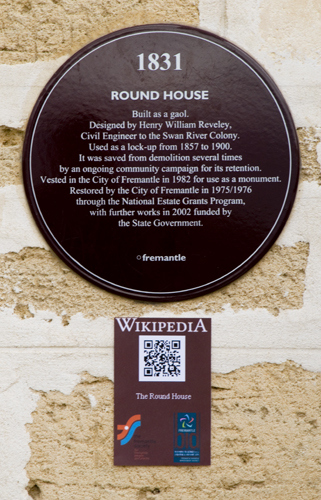
Gedenkplaat en Wikipedia QR-code
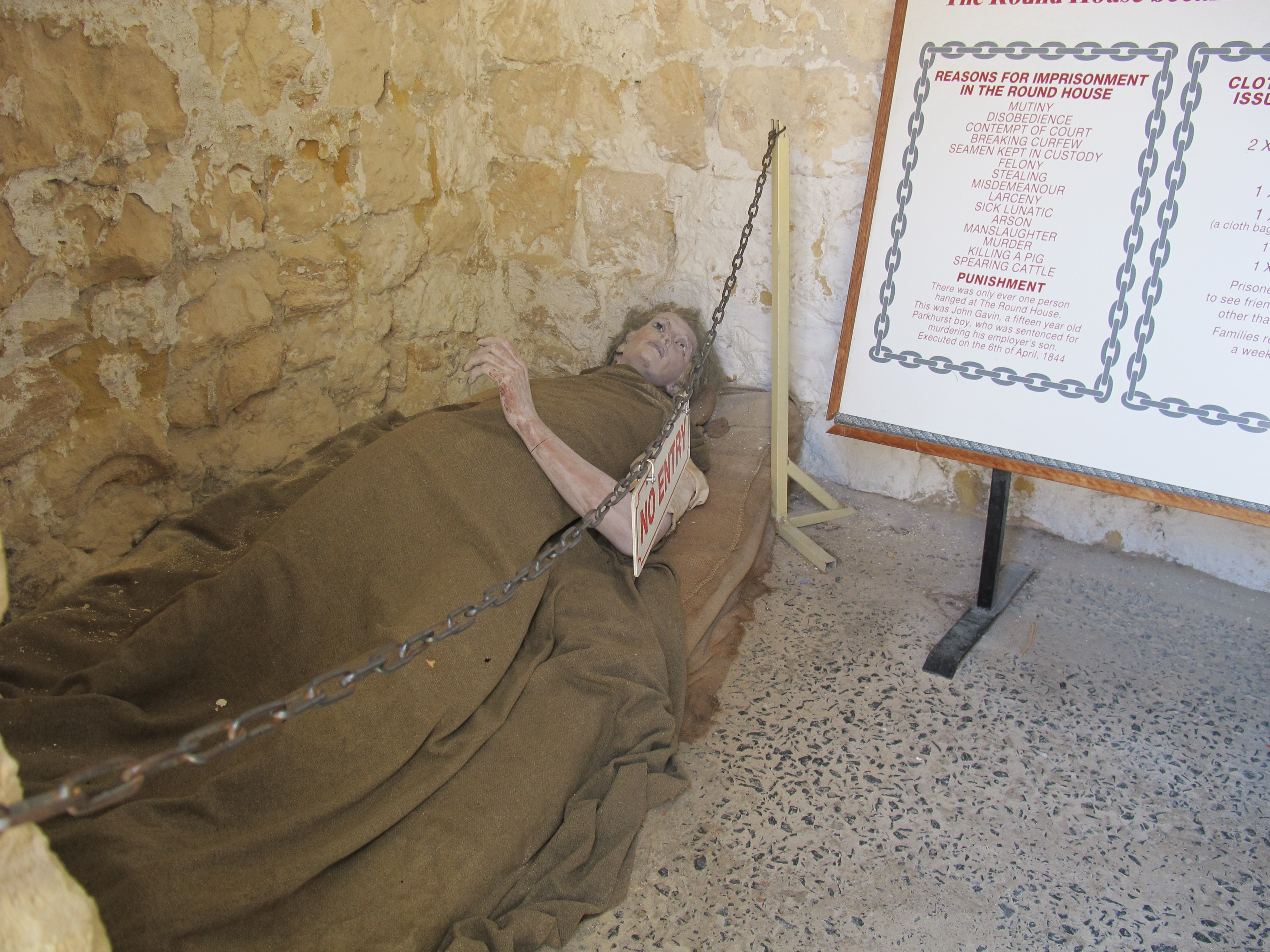
Binnenkant cel
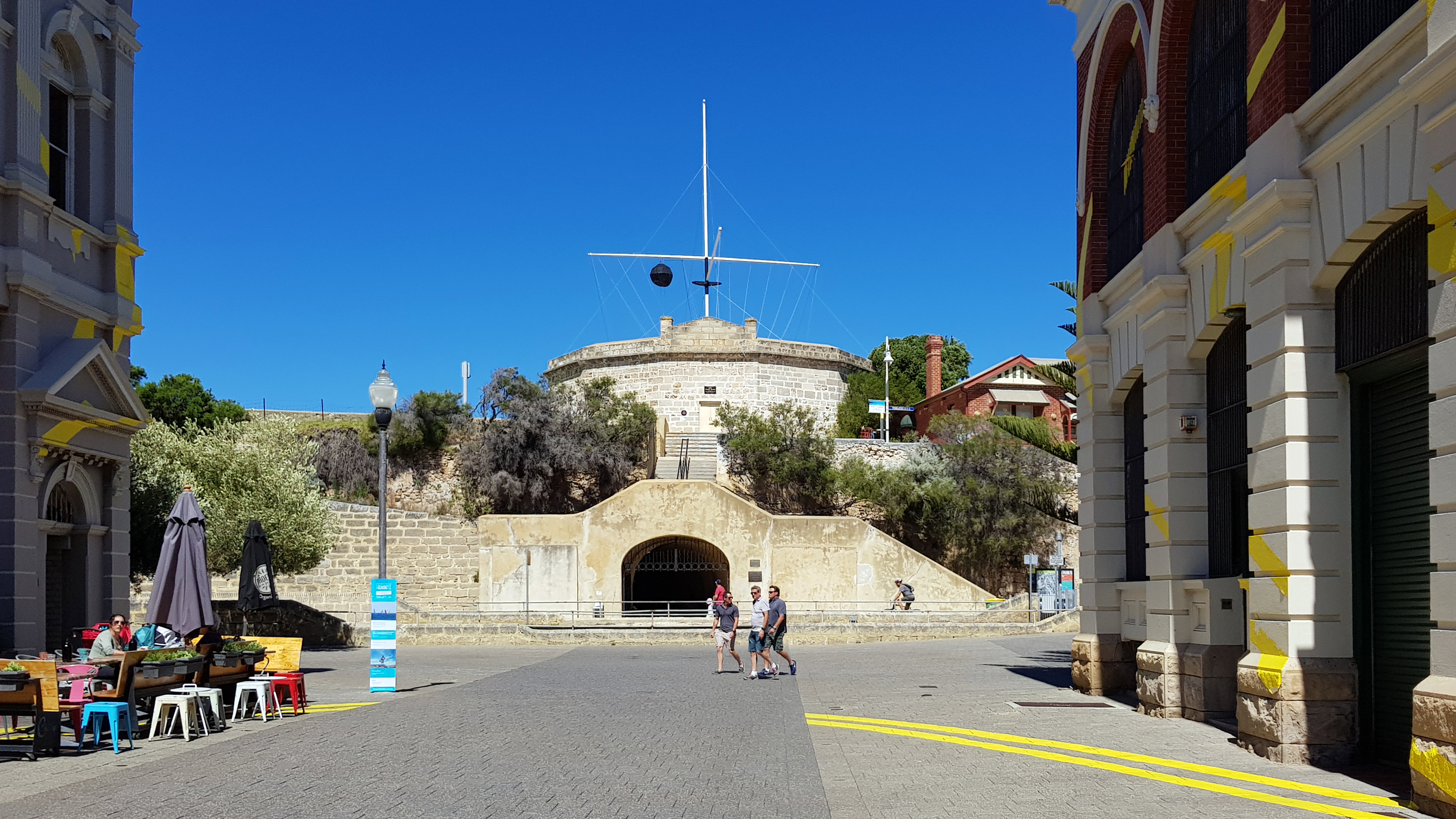
'Round House' en 'Whalers tunnel' vanop 'High Street'
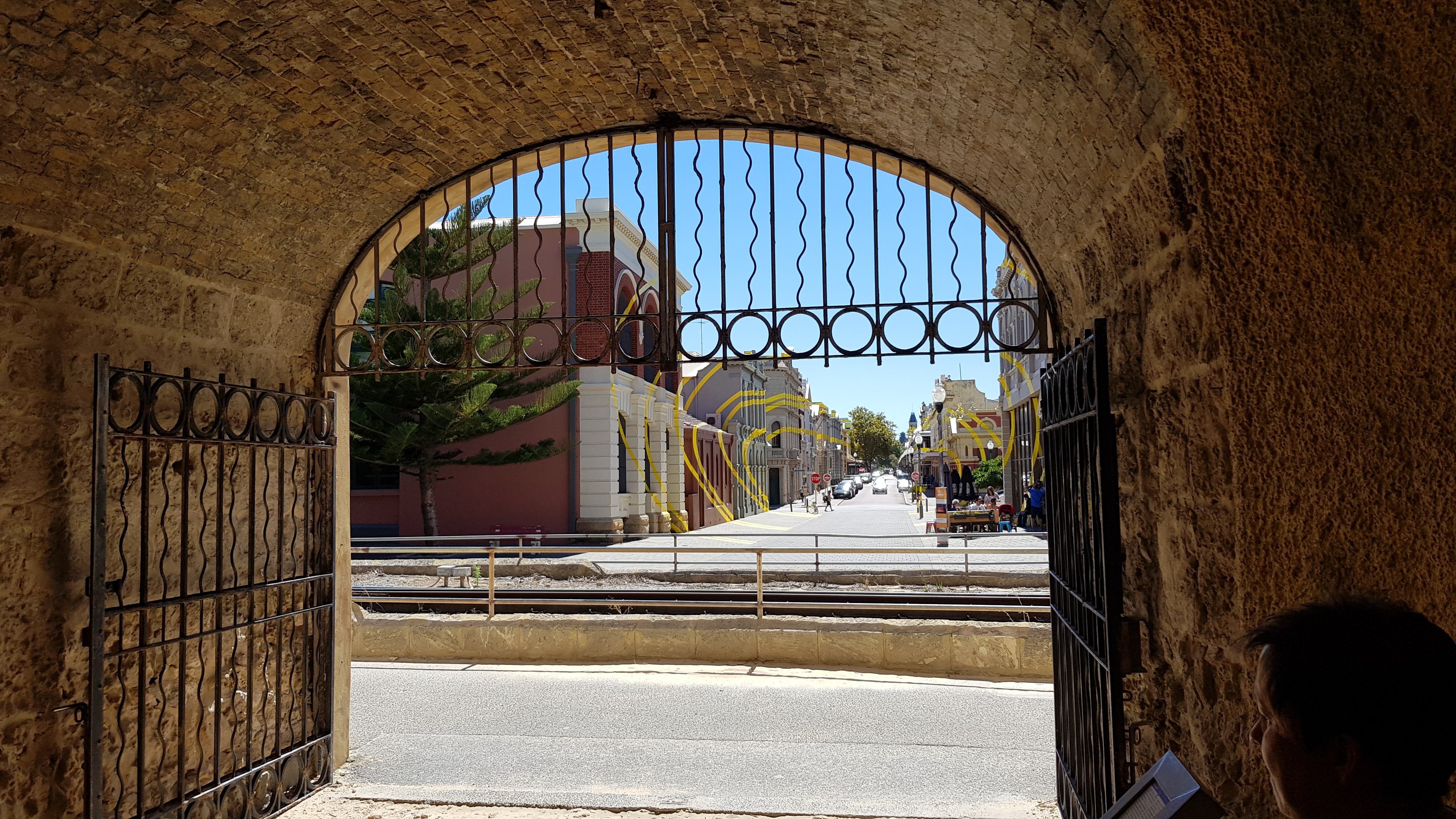
'High Street' vanuit de 'Whalers Tunnel'
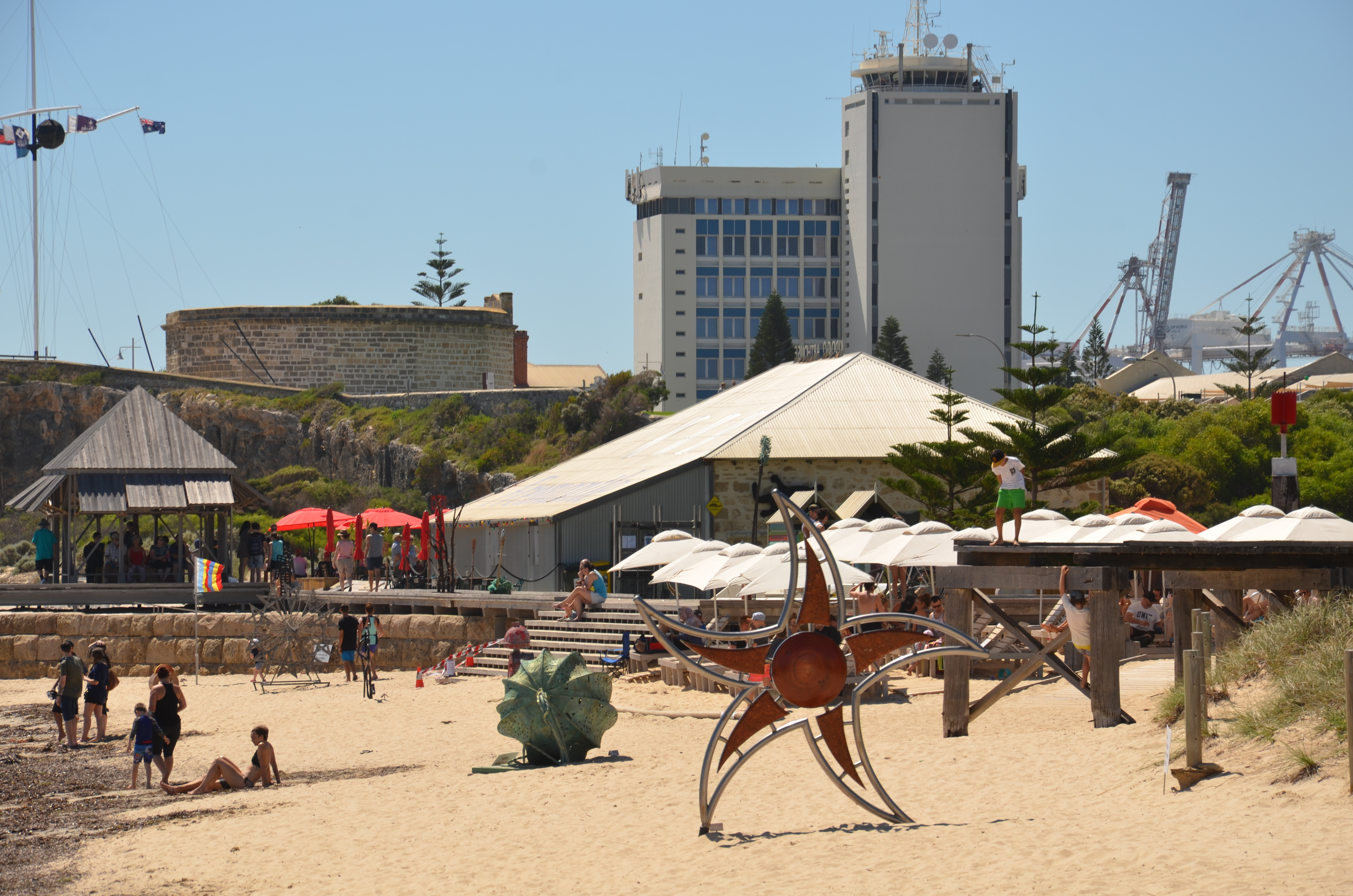
'Bathers Beach', 'Round House' en gebouw 'Port Authority'